# Нік Фінк
Нік Фінк (англ. Nic Fink, 3 липня 1993) — американський плавець. Призер чемпіонату світу з водних видів спорту 2022 року, чемпіон світу на короткій воді 2021 року.
Призер Пантихоокеанського чемпіонату з плавання 2014 року.
Переможець Панамериканських ігор 2019 року.

## Виступи на Олімпійських іграх
| Олімпіада  | Дисципліна   | Місце |
| ---------- | ------------ | ----- |
| Токіо 2020 | 100 м брасом | 5     |